# 放心早餐
放心早餐，是中華人民共和國政府因應國內頻繁出現的黑心食品，而推出的安全食品工程，主要是通過讓經國家認可的食品企業承包，在路邊銷售合格、安全的早餐。

## 目的
放心早餐出於以民為本的目的，一方面把有安全保證的食品銷售，以減少人們去購買無牌餐店、小販的食品。另一方面，可通過聘請失業人員，減少社會的矛盾等。

## 銷售
放心早餐通過路邊擺賣的方式，政府給予特定的銷售點，每天不變，日間從早6點～10點。銷售人員一般是下崗再失業人員，早餐公司需為銷售員購買社會保險。基本工資為600-900元不等，再視乎銷售額而定提成，通常每月總工資有約1000-1500元，扣除社保，平均約為1200元左右。早餐公司必須在10點過後的對剩餘食品作回收處理。

## 成效
初期，放心早餐在各大城市受到熱烈歡迎，初期銷售額十分穩定。不過隨著早餐的品種少，吸引力減小，越來越多人開始厭倦。放心早餐從一開始便注定它會失敗，由於它的定位不準。以路邊擺賣的方式進行銷售，一向是無牌小販從事的活動，所以價格必須比普通食店低很多，但放心早餐須要交稅，使得它價格與一般食店相若，但受限於存貨數量，銷售額不可能太大。由於它搶了無牌小販的地頭，因此受到小販們的排斥以及衝突的發生。它路邊擺賣的方式，也受到部分人的反對，指其與無版小販佔用公用地方的作為無異，因此有部分人反對在路邊擺賣。而放心早餐的銷售額主要視乎其地段，人多的商業區、住宅區，僅能有少許毛利，不過還要視乎天氣而定。而人流稀少的地段，則普遍銷售慘淡，大多數無法維持。